# سیارک ۱۱۲۷۹۷
سیارک ۱۱۲۷۹۷ (به انگلیسی: 112797 Grantjudy، نامگذاری:2002PH165) صد و دوازده هزار و هفتصد و نود و هفتمین سیارک کشف شده‌است که در ۹ اوت ۲۰۰۲ کشف شد.